# Skagit Valley Tulip Festival

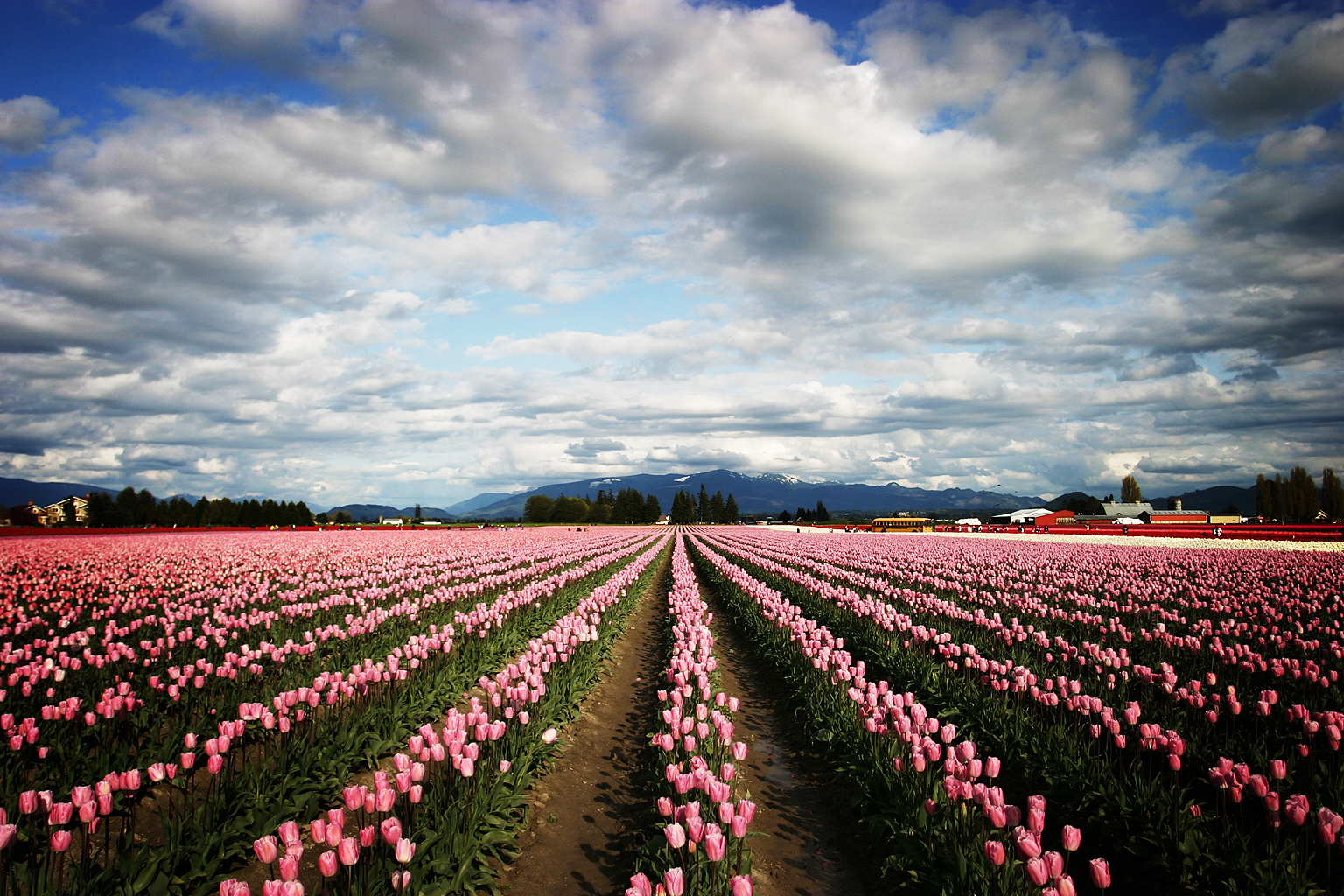
Tulipány na poli v údolí řeky Skagit.

Skagit Valley Tulip Festival (Tulipánový festival Skagitského údolí) je každoroční tulipánový festival, který se koná již od roku 1984 po celý duben v údolí řeky Skagit a ve městě Mount Vernon. Festival sám sebe prohlašuje za největší ve státě Washington, jelikož jej navštěvuje přes milion návštěvníků. Odhady tisku se ale liší, zatímco v roce 2003 cestovatelský časopis Travel + Leisure odhadl počet návštěvníků na 500 tisíc, v roce 2008 Everett Herald informoval o 350 tisících návštěvníků. V roce 2010 ho každopádně seattleská televize KING-TV vyhlásila nejlepším místním festivalem na Severozápadě USA.